# Tellina exerythra
Tellina exerythra är en musselart som beskrevs av Boss 1964. Tellina exerythra ingår i släktet Tellina och familjen Tellinidae. Inga underarter finns listade i Catalogue of Life.